# Fuse Games
Fuse Games est un studio de développement de jeux vidéo basé à Burford en Angleterre. Fondée en 2002 par Adrian Barritt et Richard Horrocks, cette petite société s'est fait connaître grâce au contrat d'exclusivité qu'elle a signé avec Nintendo en 2004.

## Liste des jeux
- Super Mario Ball, GBA (2004)
- Metroid Prime Pinball, NDS (2005)